# Albert Fert
Albert Fert (sinh ngày 7 tháng 3 năm 1938) là một nhà vật lý người Pháp. Ông hiện làm giáo sư tại Đại học Paris-Sud 11 và là phụ trách một phòng thí nghiệp hợp tác của CNRS (Trung tâm nghiên cứu khoa học Pháp) và Tập đoàn Thales. Ông được nhận giải thưởng Nobel Vật lý năm 2007 cùng với nhà vật lý người Đức Peter Grünberg nhờ những khám phá về Hiệu ứng từ điện trở khổng lồ. Ông là nhà vật lý người Pháp đầu tiên giành giải thưởng này kể từ năm 1997.

## Tiểu sử
Albert Fert sinh ngày 7 tháng 3 năm 1938 tại Carcassonne, một thành phố nhỏ phía Nam nước Pháp.
Từ năm 1957 đến năm 1962, Fert học tại Đại học Sư phạm phố Ulm (École normale supérieure (Ulm), thường viết tắt là ENS Ulm). Năm 1963 ông làm luận văn thạc sĩ (thèse de 3ème cycle) tại Viện nghiên cứu điện tử Orsay (Institut d'Electronique Fondamentale (Orsay)) và đến năm 1970 thì lấy bằng tiến sĩ (Doctorat es Sciences Physiques) tại Đại học Paris-Sud 11.
Từ năm 1970, Albert Fert bắt đầu phụ trách một nhóm nghiên cứu tại Phòng thí nghiệm vật lý chất rắn Orsay (Laboratoire de physique des solides d'Orsay) và đến năm 1976 thì trở thành giáo sư chính thức tại Đại học Paris-Sud 11.
Năm 1975, giáo sư Michel Jullière thuộc trường INSA de Rennes (Viện Khoa học Ứng dụng quốc gia tại Rennes) phát hiện ra hiệu ứng từ điện trở trở đường ngầm (Tunnel magnetoresistance - TMR). Phát triển từ khám phá này, năm 1988, hai nhóm nghiên cứu của Albert Fert ở Orsay và của Peter Grünberg ở Trung tâm nghiên cứu Jülich (Forschungszentrum Jülich GmbH, Đức) đã độc lập tìm ra Hiệu ứng từ điện trở khổng lồ (Giant magnetoresistance effect - GMR), hiệu ứng đã mở đường cho một hướng nghiên cứu mới - Điện tử học spin (Spintronics). GMR cũng giúp phát triển nên những công cụ đọc nhạy cảm để lấy dữ liệu từ các ổ đĩa cứng máy tính, iPod và các thiết bị kỹ thuật số khác. Nó cũng giúp thu nhỏ tối đa các loại đĩa cứng trong những năm gần đây.
Năm 1995, Albert Fert trở thành giám đốc nghiên cứu của một phòng thí nghiệm vật lý hợp tác giữa CNRS (Trung tâm nghiên cứu khoa học Pháp) và Tập đoàn Thales. Từ năm 2004, Fert được bầu vào Viện Hàn lâm Khoa học Pháp (Académie des sciences).
Ngày năm 2007, Ủy ban Giải thưởng Nobel đã công bố Albert Fert và Peter Grünberg là hai người được trao Giải Nobel Vật lý năm 2007 cho việc tìm ra Hiệu ứng từ điện trở khổng lồ. Hai người sẽ được chính thức trao giải thưởng này vào ngày 10 tháng 12 năm 2007 tại Stockholm. Albert Fert là nhà khoa học Pháp đầu tiên có vinh dự này kể từ năm 1997 khi Claude Cohen-Tannoudji (cũng là một cựu học sinh của ENS Ulm) được trao giải vì những nghiên cứu về phương pháp làm lạnh và bẫy nguyên tử bằng laser. Theo Georges Charpak (nhà vật lý người Pháp đoạt giải Nobel Vật lý năm 1992) thì Albert Fert là một con người tuyệt vời và Charpak đã liên tục đề cử Fert cho giải Nobel từ 4 năm nay

## Giải thưởng
- 1994 - Giải thưởng quốc tế về vật liệu mới (International Prize for New Materials) của Hội Vật lý Mỹ
- 1994 - Giải thưởng lớn Jean Ricard cho Vật lý (Grand prix de physique Jean Ricard) của Hội Vật lý Pháp
- 1994 - Giải thưởng của Hiệp hội Vật lý từ học lý thuyết và ứng dụng quốc tế (International Union of Pure and Applied Physics Magnetism)
- 2003 - Huy chương vàng của Trung tâm nghiên cứu Khoa học quốc gia Pháp
- 2006 - Giải Wolf Vật lý (Wolf Prize in Physics)
- 2007 - Giải thưởng Nhật Bản (日本国際賞)
- 2007 - Giải Nobel Vật lý